# Departamento de Atreucó
Departamento de Atreucó är en kommun i Argentina.   Den ligger i provinsen La Pampa, i den centrala delen av landet, 500 km sydväst om huvudstaden Buenos Aires.
Omgivningarna runt Departamento de Atreucó är i huvudsak ett öppet busklandskap. Runt Departamento de Atreucó är det mycket glesbefolkat, med 3 invånare per kvadratkilometer.